# Xã Athol, Quận Spink, South Dakota
Xã Athol (tiếng Anh: Athol Township) là một xã thuộc quận Spink, tiểu bang Nam Dakota, Hoa Kỳ. Năm 2010, dân số của xã này là 65 người.